# Південноафриканське співтовариство розвитку
Південноафриканське співтовариство розвитку (САДК) (англ. Southern African Development Community (SADC)) — торгово-економічний союз країн Півдня Африки, створений 1992 року на базі Конференції з координації розвитку Півдня Африки, скорочено САДКК (англ. Southern African Development Coordination Conference, SADCC), утвореної 1980 року 11 країнами субрегіону. Головна мета САДК — лібералізація торговельних зв'язків країн-членів. У наш час[коли?] у САДК здійснено значне зниження митних зборів і досягнутий істотний прогрес в усуненні нетарифних обмежень у взаємних торгових зв'язках. Спільнота істотно просунулася на шляху створення зони вільної торгівлі.

## Країни-учасниці
Співтовариство розвитку Півдня Африки об'єднує 14 країн:
- Ангола
- Ботсвана
- Демократична Республіка Конго
- Есватіні
- Замбія
- Зімбабве
- Лесото
- Маврикій
- Мадагаскар
- Малаві
- Мозамбік
- Намібія
- ПАР
- Танзанія
- Сейшельські Острови — вийшли зі складу 2004 року.

## Розвиток
Лідерами держав, що входять до SADC було підписано угоду про створення в Південній Африці зони вільної торгівлі з метою підвищення конкурентоспроможності африканських товарів на світовому ринку. Угода передбачає поступове зняття митних бар'єрів в південній частині африканського континенту. Терміни створення зони вільної торгівлі 2008 року, митного союзу 2010 року. 2015 року повинен бути створений спільний ринок країн Союзу.
2005 року глава Центробанку ПАР Тіто Мбовені, виступаючи перед бізнес-спільнотою найрозвиненішою економічно країни континенту — Південної Африки заявив, що до 2016 року у світі може з'явитися нова валюта Співтовариства розвитку Південної Африки (SADC). Основне забезпечення нової валюти нададуть Південна Африка та Ботсвана — ці дві країни забезпечують, за деякими оцінками, до 90 % ВВП співтовариства (з них дві третини — південноафриканські). На нову валюту, яку у світі заздалегідь прозвали «афро» можуть перейти всі 14 країн-учасниць SADC. При створенні єдиної валюти SADC враховуватиме досвід Європейського Союзу зі створення євро, обіцяють засновники.